# Збройні сили Анголи
Збройні сили Анголи (порт. Forças Armadas Angolanas) — військові сили Анголи які успадкували Збройні сили за звільнення Анголи (FAPLA), після невдалих Бісесських угод з Національний союз за повну незалежність Анголи (УНІТА) у 1991 році. Як частину мирної угоди, сили обох армій мали бути роззброєні і потім об'єднані. Об'єднання не було реалізоване, оскільки УНІТА знов розпочала війну у 1992 році. Пізніше, наслідки для членів УНІТА у Луанді були важкими, оскільки ветерани FAPLA переслідували своїх колишніх опонентів у певних регіонах та доповідали про вігілантизм.
ЗСА включають Генеральний штаб ЗС та три компоненти: сухопутні війська (Exército), військово-морські сили (Marinha de Guerra) та національні повітряні сили (National Air Force). За підсумками 2013 року загальна кількість персоналу становила близько 107,000.
З 2010 року ЗСА очолює начальник Генерального штабу Джеральдо Сачіпенго Нунда, який звітує перед міністром національної оборони, в даний час Сальвіано де Хесус Секейра.